# غرجي محلة (كوهستان)
غرجي محلة (بالفارسية: گرجی‌محله) هي منطقة سكنية تقع في إيران في Kuhestan Rural District. يقدر عدد سكانها بـ 5,953 نسمة .

## معرض صور

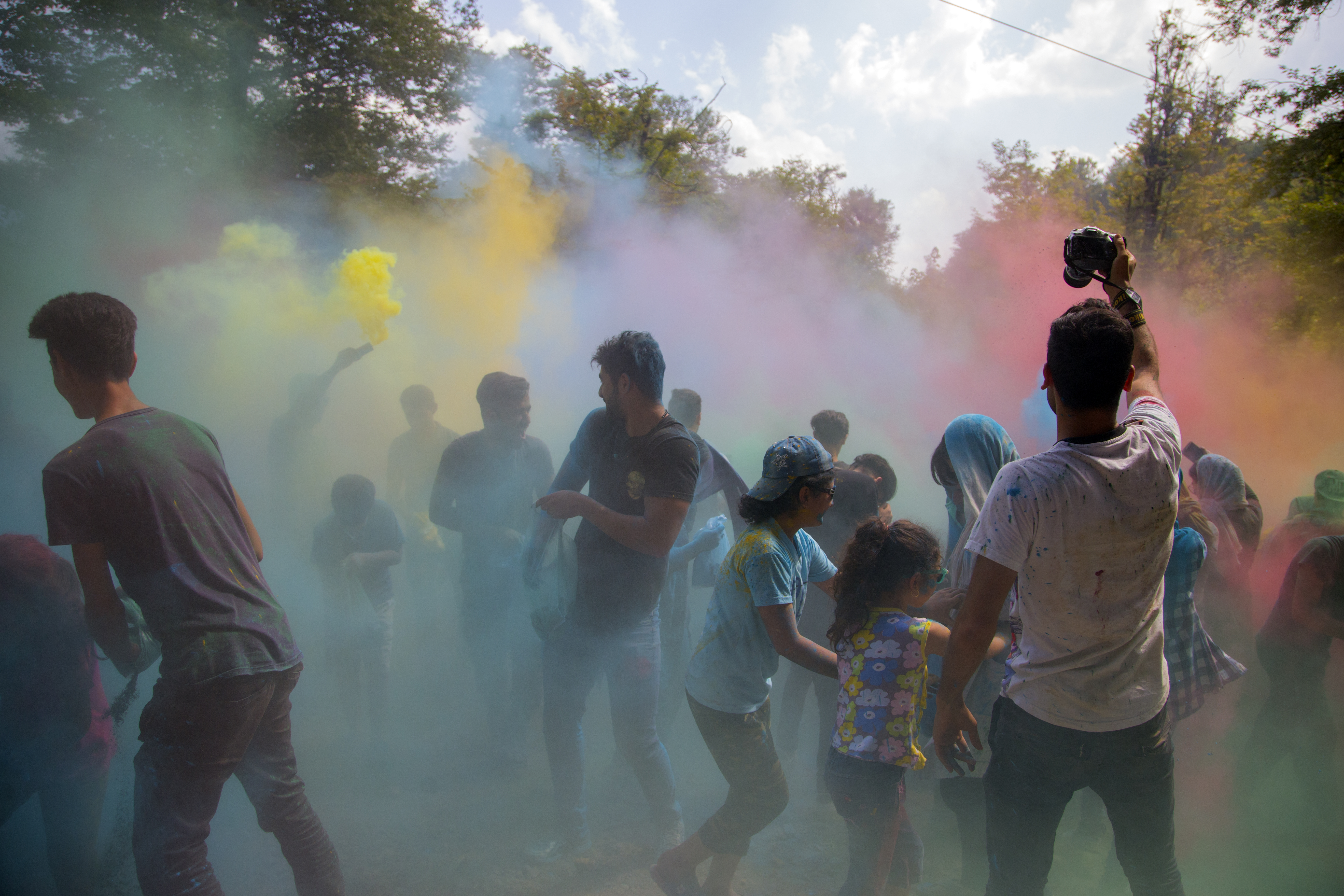
غرجي محلة (کوهستان)
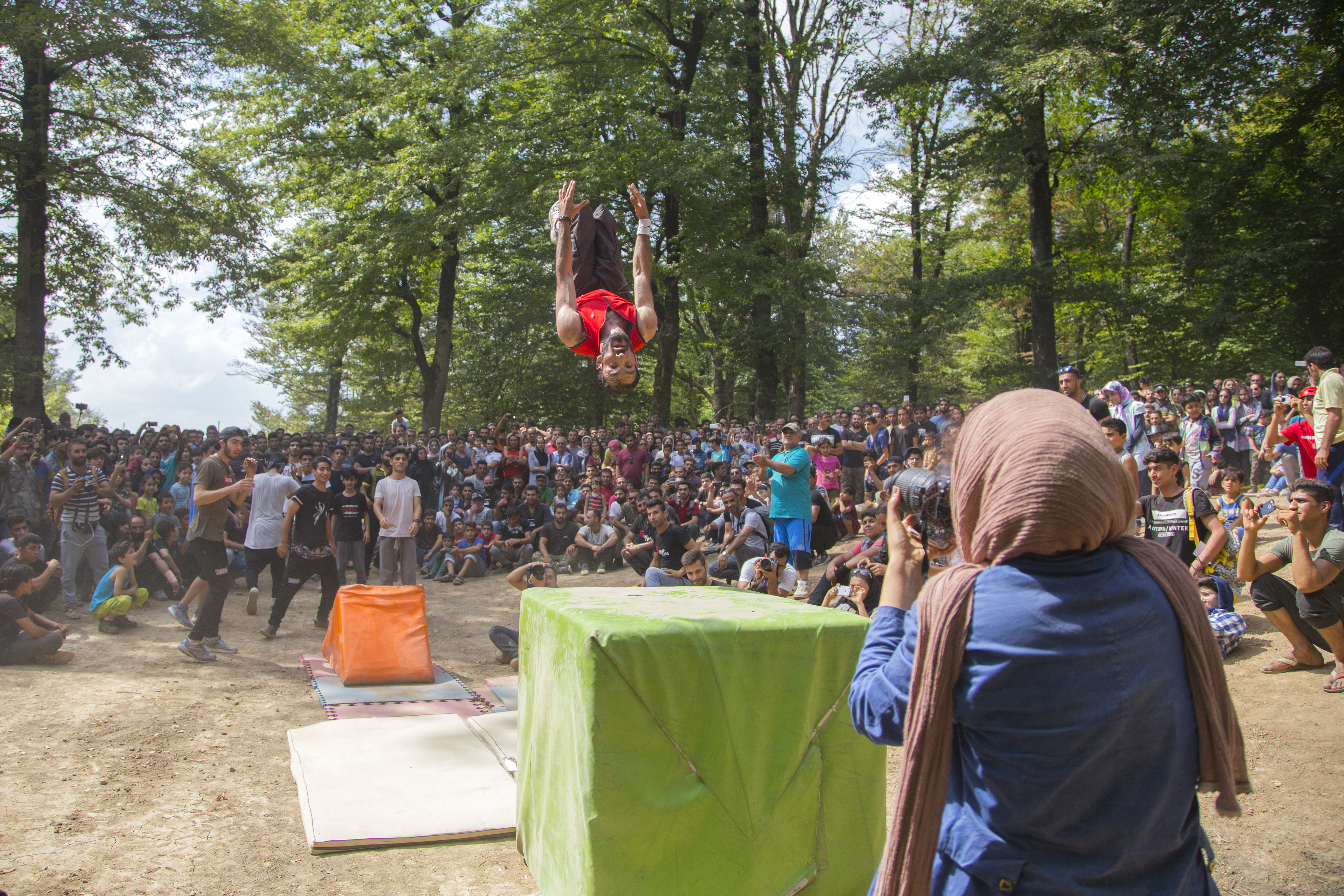
غرجي محلة (کوهستان)
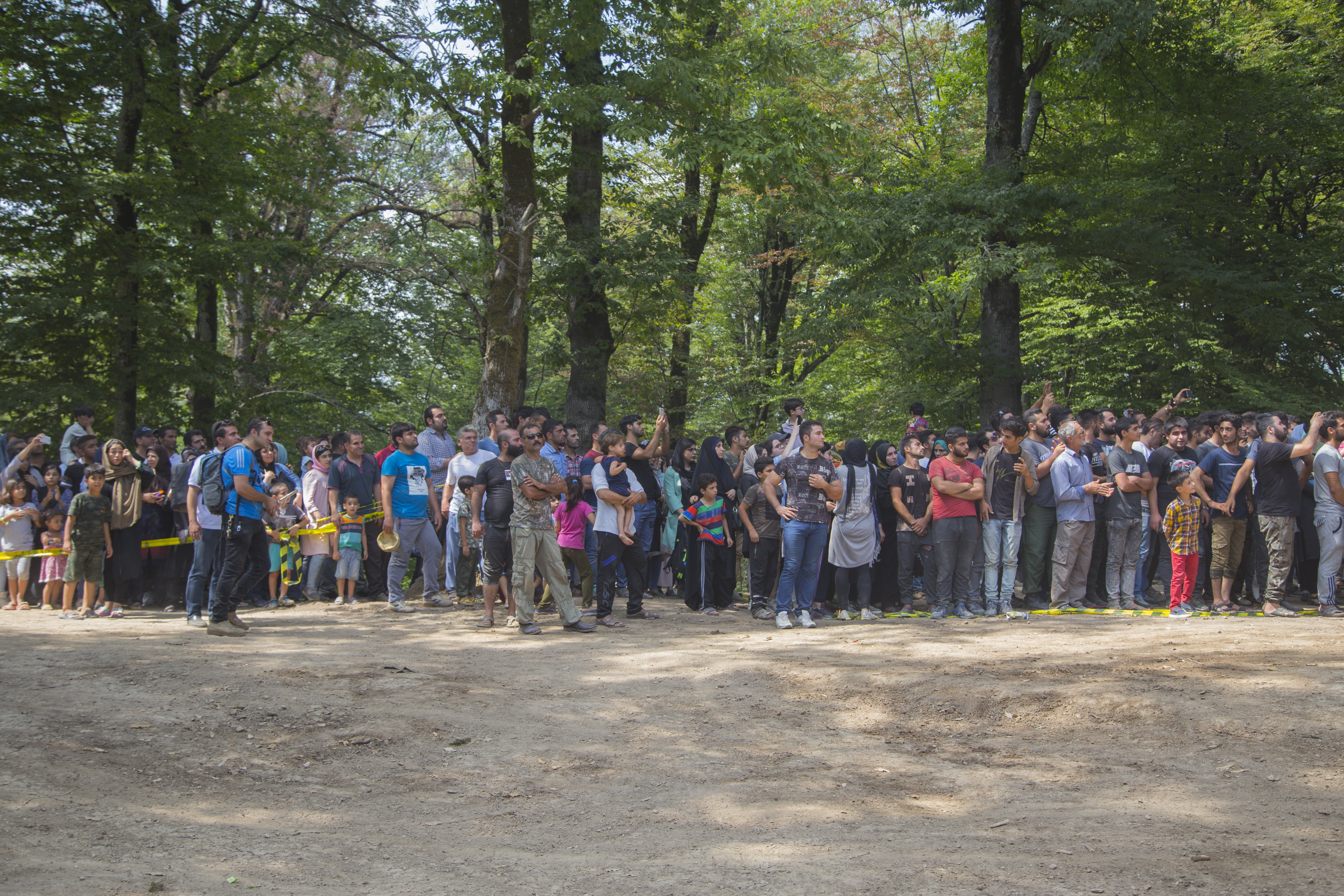
غرجي محلة (کوهستان)
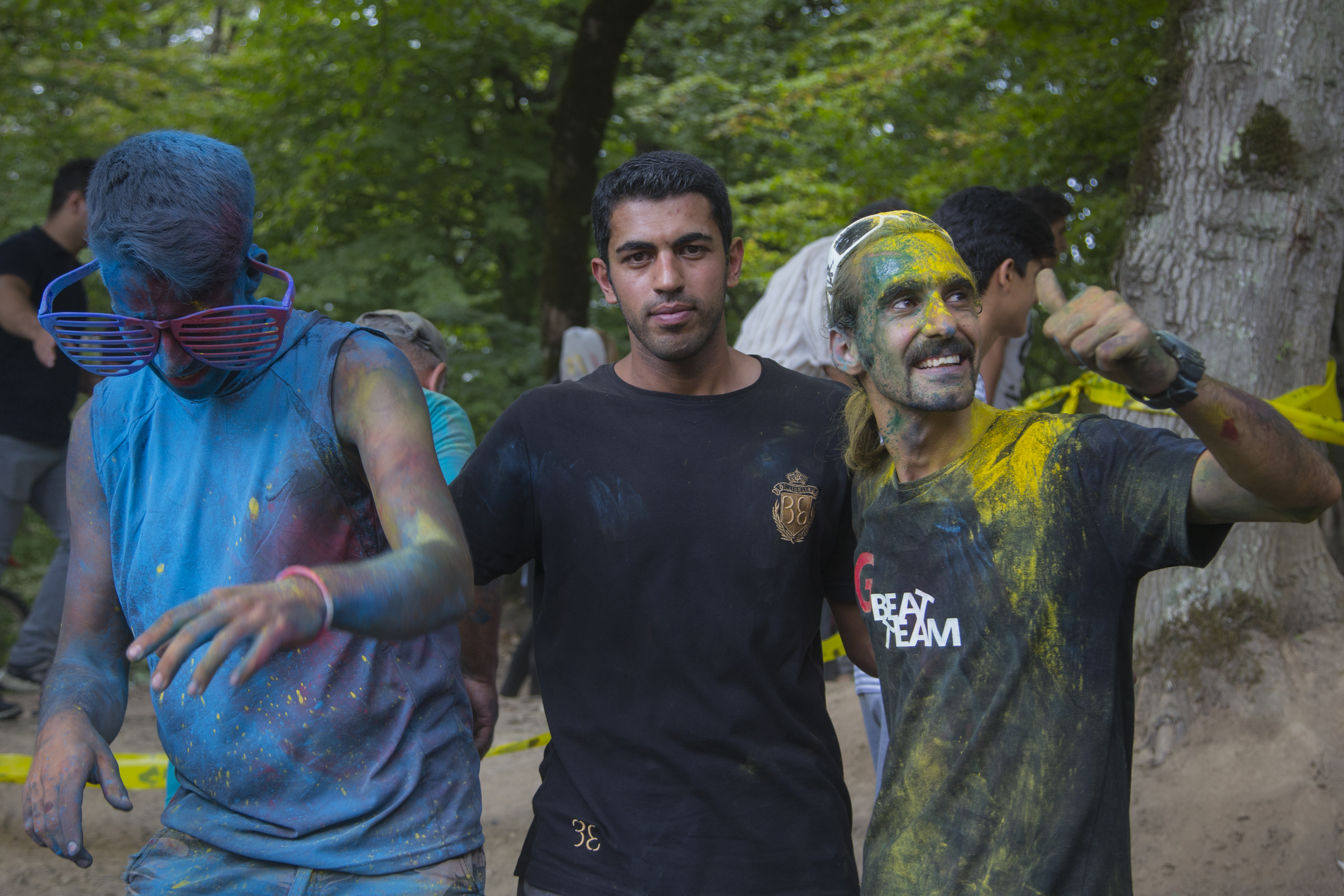
غرجي محلة (کوهستان)